# Walter Brugger (Theologe)
Walter Brugger (* 21. Dezember 1928 in Laufen an der Salzach) ist ein deutscher Theologe und Autor von Sachbüchern über Kunst- und Landesgeschichte von Altbayern.

## Leben
Brugger studierte Kunstgeschichte, Philosophie und Katholische Theologie in Freising und München, wo er Mitglied katholischen Studentenverbindung K.B.St.V. Rhaetia München wurde. Danach war er Dozent im Priesterseminar und Stadtpfarrer in Freising. 1979 promovierte er an der Theologischen Fakultät der Universität Salzburg. Von 1982 bis 1995 war er Pfarrer in Berchtesgaden und Dekan der umliegenden Pfarreien. Papst Johannes Paul II. verlieh ihm am 6. Oktober 1987 den Titel Ehrenprälat Seiner Heiligkeit. Am 31. Oktober 2008 wurde Walter Brugger zum Ehrenkanonikus des Kollegiatstiftes Mattighofen ernannt, über das er seine Doktorarbeit geschrieben hat.
Bis März 2020 war Prälat Brugger Kurat der Wieskirche bei Freising. Er ist Verfasser zahlreicher kunst- und landesgeschichtlicher Publikationen und von Kirchenführern für Altbayern. Ferner war er Initiator, Herausgeber und Autor mehrerer Beiträge der mehrbändigen Geschichte von Berchtesgaden bzw. dem Berchtesgadener Land sowie Verfasser und (Mit-)Herausgeber zahlreicher Sachbücher über Kirchen und Klöster wie z. B. das Kloster Frauenchiemsee.

## Auszeichnungen
- 2006: Oberbayerischer Kulturpreis

## Bibliografie (Auswahl)

### Sachbücher
- Kommunionbriefe an einen Jungen. Pilger-Verlag, Speyer 1950.
- Urschalling. Zus. mit Nikolai Molodovsky. Pannonia-Verlag, Freilassing  1972.
- Die Kirchen der Pfarrei S[ank]t Georg Freising. Zus. mit Rudolf George. Verlag Schnell und Steiner, München-Zürich 1972.
- Freising. Zus. mit Max Werkmeister. Pannonia-Verlag, Freilassing 1981. ISBN 978-3-7897-0098-9.
- Stiftskirche Berchtesgaden. Verlag Schnell und Steiner, München  (5. Aufl.) 1995.
- Franziskanerkirche Berchtesgaden. Verlag Schnell und Steiner, München 1999. ISBN 978-3-7954-6183-6.
- Unterm Gipfelkreuz des Lebens – ein Dasein vor Gott und für die Menschen. Autobiografie. Plenk, Berchtesgaden 2021. ISBN 978-3-98504-061-2.

### Herausgeber
- Geschichte von Berchtesgaden. Teil: Bd. 1., Zwischen Salzburg und Bayern (bis 1594). Plenk Verlag, Berchtesgaden 1991. ISBN 978-3-922590-63-7.
- Geschichte von Berchtesgaden. Teil: Bd. 2., Vom Beginn der Wittelsbachschen Administration bis zum Übergang an Bayern 1810

Teil 1., Politik – Gesellschaft – Wirtschaft – Recht : Prälat Dr. Walter Brugger zum 65. Geburtstag gewidmet. Plenk Verlag, Berchtesgaden 1993. ISBN 978-3-922590-78-1.
Teil 2., Die Märkte Berchtesgaden und Schellenberg : Kirche – Kunst – Kultur. Plenk Verlag, Berchtesgaden 1995. ISBN 978-3-922590-94-1.
- Geschichte von Berchtesgaden. Teil: Bd. 3., Berchtesgaden im Königreich und Freistaat Bayern von 1810 bis zur Gegenwart

Teil 1., Kirche, Kunst, Kultur, Alpinismus, Sport, Vereinswesen. Plenk Verlag, Berchtesgaden 1998. ISBN 978-3-927957-10-7.
Teil 2., Politik – Wirtschaft – Gesellschaft; Gesamtregister. Plenk Verlag, Berchtesgaden 2002. ISBN 978-3-927957-21-3.